# Gianni Iacono
Giovanni „Gianni” Iacono (ur. 22 września 1975) − włoski kulturysta. Mistrz Włoch w kulturystyce, wicemistrz zawodów Arnold Classic Amateur.

## Życiorys
Urodzony w 1975 roku, pochodzi z miejscowości Serrara Fontana, w regionie Kampania. 
Mistrz Włoch Północnych w kulturystyce. W 2012 roku zajął czwarte miejsce w mistrzostwach Włoch, w kategorii wagowej do 90 kg. W czerwcu 2013 uzyskał medal mistrza Włoch w kulturystyce kategorii średniej (medi). Kilkukrotnie brał udział w zawodach Arnold Classic Amateur, organizowanych przez federację IFBB: w 2015 roku wywalczył brązowy medal w kategorii wagowej średniej, a w 2017 − srebro w kategorii wagowej lekkiej mężczyzn powyżej 40 lat. Na jesieni 2015 uczestniczył też w zawodach Seccarecci Classic, które rozegrano w Rzymie. W kulturystyce mężczyzn do 90 kg zajął drugie miejsce na podium − uhonorowano go srebrnym medalem.
W 2018 roku zdobył złoty medal na zawodach Notte delle Stelle. Zwyciężył w kategorii mężczyzn powyżej 40 lat i poniżej 90 kg. W tym samym konkursie nagrodzono go srebrnym medalem w kategorii wagowej 90 kg. W grudniu 2019 startował w zawodach Diamond Cup Rome, gdzie w kategorii mężczyzn między 40. a 49. rokiem życia uplasował się na miejscu trzecim.
Mieszka na wyspie Ischia. W 2014 roku uległ wypadkowi drogowemu, przez co nie mógł uczestniczyć w zawodach sportowych.

## Warunki fizyczne
- wzrost: 166 cm[13]
- waga w sezonie zmagań sportowych: 89−90 kg[13]

## Wybrane osiągnięcia
- 2010, Ludus Maximus, kategoria wagowa średnia − IV m-ce[14]
- 2012, Mistrzostwa Włoch w kulturystyce, kategoria wagowa do 90 kg − IV m-ce[4]
- 2013, Mistrzostwa Włoch w kulturystyce, kategoria wagowa średnia (medi) − I m-ce[2]
- 2013, Mistrzostwa Włoch Północnych w kulturystyce − I m-ce[3]
- 2015, Seccarecci Classic, kulturystyka mężczyzn do 90 kg − II m-ce[7]
- 2015, Arnold Classic Amateur Europe, federacja IFBB, kategoria wagowa średnia − III m-ce[5]
- 2015, Arnold Classic Amateur Europe, federacja IFBB, kategoria wagowa średnia mężczyzn powyżej 40 lat − VII m-ce[5]
- 2016, Arnold Classic Amateur Europe, federacja IFBB, kategoria wagowa średnia mężczyzn powyżej 40 lat − IV m-ce[15]
- 2016, Arnold Classic Amateur Europem federacja IFBB, kategoria wagowa średnia − udział[15]
- 2016, Diamond Cup, federacja IFBB, kategoria wagowa do 85 kg − X m-ce[16]
- 2017, Arnold Classic Amateur Europe, federacja IFBB, kategoria wagowa lekka mężczyzn powyżej 40 lat − II m-ce[6]
- 2017, Arnold Classic Amateur Europe, federacja IFBB, kategoria wagowa ciężka − udział[6]
- 2017, Diamond Cup Rome, federacja IFBB, kategoria mężczyzn w wieku 40−49 lat (open) − IV m-ce[1]
- 2017, Diamond Cup Rome, federacja IFBB, kategoria wagowa do 90 kg − VI m-ce[1]
- 2017, Notte dei Campioni − udział[17]
- 2018, Notte delle Stelle, kategoria mężczyzn powyżej 40 lat i poniżej 90 kg − I m-ce[8][9][10]
- 2018, Notte delle Stelle, kategoria wagowa 90 kg − II m-ce[10]
- 2018, Mistrzostwa Świata Masterów w kulturystyce, federacja IFBB, kulturystyka mężczyzn w wieku 40−44 lat, kategoria wagowa do 90 kg − IV m-ce[18]
- 2019, Diamond Cup Rome, federacja IFBB, kulturystyka mężczyzn w wieku 40−49 lat − III m-ce[11]
- 2019, Mistrzostwa Świata Masterów w kulturystyce, federacja IFBB, kulturystyka mężczyzn w wieku 40−44 lat, kategoria wagowa do 90 kg − IV m-ce[19]